# Indonesia en los Juegos Olímpicos de Múnich 1972
Indonesia estuvo representada en los Juegos Olímpicos de Múnich 1972 por seis deportistas, tres hombres y tres mujeres, que compitieron en cinco deportes.
El portador de la bandera en la ceremonia de apertura fue el boxeador Wiem Gommies. El equipo olímpico indonesio no obtuvo ninguna medalla en estos Juegos.